# 린궈청
린궈청(중국어 정체자: 林國成, 병음: Lín Gúochéng, 1957년 8월 20일 ~ )은 타이완의 정치인, 제11대 입법위원이다. 